# Dalbergia uarandensis
Dalbergia uarandensis är en ärtväxtart som först beskrevs av Emilio Chiovenda, och fick sitt nu gällande namn av Mats Thulin. Dalbergia uarandensis ingår i släktet Dalbergia, och familjen ärtväxter. Inga underarter finns listade i Catalogue of Life.